# Cinnyris chalybeus
El suimanga acerado (Cinnyris chalybeus) es una especie de ave paseriforme de la familia Nectariniidae propia de Sudáfrica. Anteriormente emplazado en el género Nectarinia.

## Hábitat
Es común en los jardines, fynbos, los bosques y matorrales costeros.  El nido es oval cerrado y se construye a partir de hierbas, líquenes y otros materiales vegetales, atados con telas de araña. Cuenta con una entrada lateral que a veces tiene un porche, y se alinea con plantas plumas y plumones.